# Salzburgi repülőtér
A Salzburgi repülőtér (IATA: SZG, ICAO: LOWS) egy nemzetközi repülőtér az ausztriai Salzburg közelében.

## Megközelítése
A 2-es és a 10-es trolibusszal Salzburg felől.

## Légitársaságok és úticélok
| Légitársaság                   | Célállomások |
| ------------------------------ | --- |
| Aer Lingus                     | Szezonális charter: Cork, Dublin |
| airBaltic                      | Szezonális: Riga, Tallinn |
| Air Cairo                      | Szezonális charter: Hurghada |
| Air Serbia                     | Niš |
| Austrian Airlines              | Bécs |
| British Airways                | London–Gatwick Szezonális: London–Heathrow, Manchester Seasonal charter: Edinburgh, Glasgow                                                                      |
| Bulgarian Air Charter          | Szezonális charter: Burgas |
| easyJet                        | Berlin–Schönefeld Szezonális: Amsterdam, Belfast–International, Bristol, Hamburg, Liverpool, London–Gatwick, London–Luton                                        |
| Eurowings                      | Berlin–Brandenburg, Berlin–Tegel, Köln/Bonn, Düsseldorf, Hamburg Szezonális: Corfu, Gran Canaria, Heraklion, Kos, Lamezia Terme , Olbia, Palma de Mallorca       |
| Finnair                        | Helsinki |
| FlyEgypt                       | Szezonális charter: Hurghada |
| Flynas                         | Szezonális: Jeddah , Riyadh |
| I-Fly                          | Szezonális charter: Moscow–Vnukovo |
| Jet2.com                       | Szezonális: Belfast–International, Birmingham, East Midlands, Edinburgh, Leeds/Bradford, London–Stansted, Manchester, Newcastle upon Tyne                        |
| Lauda                          | Szezonális: Palma de Mallorca |
| Level                          | Szezonális: Calvi |
| Lufthansa                      | Frankfurt |
| Norwegian                      | Szezonális: Bergen, Koppenhága, Gothenburg, Helsinki, London–Gatwick, Oslo–Gardermoen, Stavanger, Stockholm–Arlanda                                              |
| Pegasus Airlines               | Szezonális charter: Antalya |
| Pobeda                         | Szezonális: Moscow–Vnukovo |
| Ryanair                        | London–Stansted Szezonális: Dublin |
| S7 Airlines                    | Szezonális: Moszkva–Domogyedovó, St. Petersburg |
| Scandinavian Airlines          | Koppenhága, Oslo–Gardermoen, Stockholm–Arlanda Szezonális charter: Helsinki                                                                                      |
| SkyUp                          | Szezonális: Kiev–Boryspil |
| Sun D'Or                       | Szezonális: Tel Aviv |
| SunExpress                     | Antalya |
| Transavia                      | Amsterdam, Eindhoven, Rotterdam |
| TUI Airways                    | Szezonális: Birmingham, Glasgow, London–Gatwick, Manchester, Newcastle upon Tyne Seasonal charter: Bristol, Dublin, East Midlands, London–Luton, London–Stansted |
| TUI fly Deutschland            | Szezonális: Hannover |
| Turkish Airlines               | Istanbul |
| Ukraine International Airlines | Szezonális: Kiev–Boryspil |
| Ural Airlines                  | Szezonális charter: St Petersburg |
| Windrose Airlines              | Szezonális charter: Kiev–Boryspil |
| Wizz Air                       | Larnaca |

## Forgalom
Az utasforgalom az elmúlt években az alábbi módon változott:
| Utasok száma | 1 695 430 | 1 946 422 | 1 552 154 | 1 700 983 | 1 662 834 | 1 828 309 | 1 890 164 | 1 717 991 | 299 845 | 1 614 601 |
|              | 2005      | 2007      | 2009      | 2011      | 2013      | 2015      | 2017      | 2019      | 2021    | 2023      |

| Év   | Utasforgalom | Változás |
| ---- | ------------ | -------- |
| 2005 | 1 695 430    |          |
| 2006 | 1 878 266    | 10,8%    |
| 2007 | 1 946 422    | 3,6%     |
| 2008 | 1 809 601    | 7,1%     |
| 2009 | 1 552 154    | 14,3%    |
| 2010 | 1 625 842    | 4,8%     |
| 2011 | 1 700 989    | 4,6%     |
| 2012 | 1 666 487    | 3,0%     |
| 2013 | 1 662 834    | 0,2%     |
| 2014 | 1 819 520    | 9,4%     |

## Képgaléria

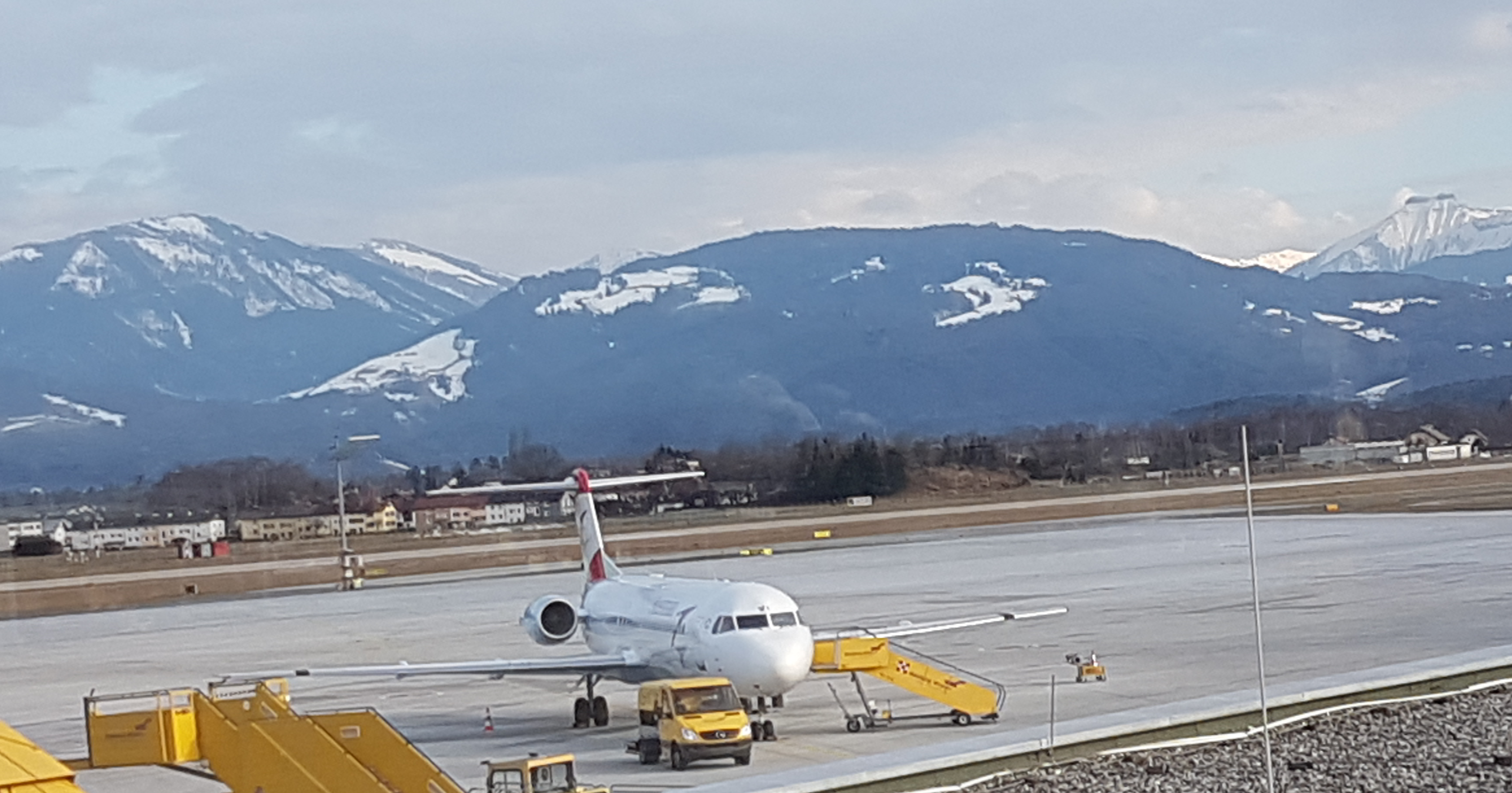
A repülőtér, háttérben az Alpok
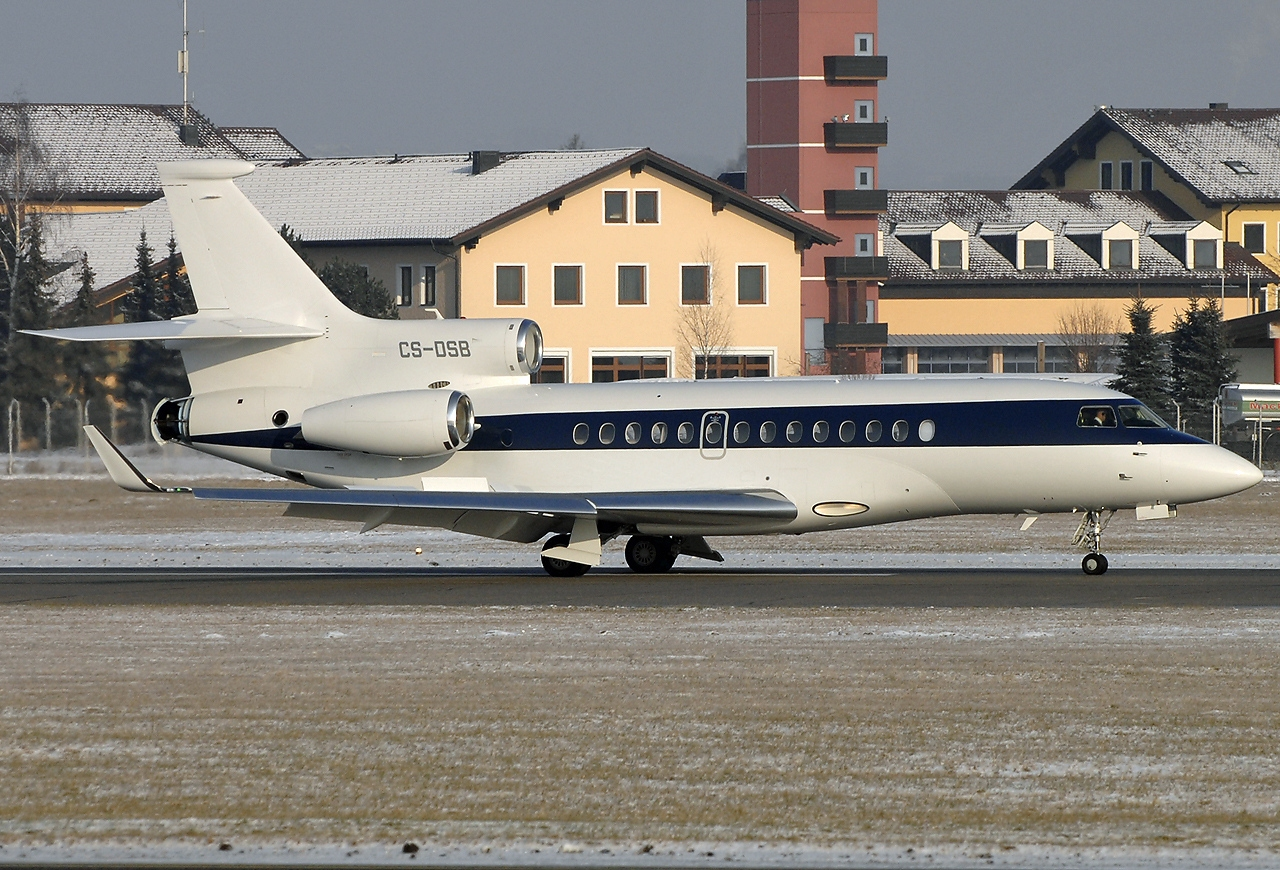
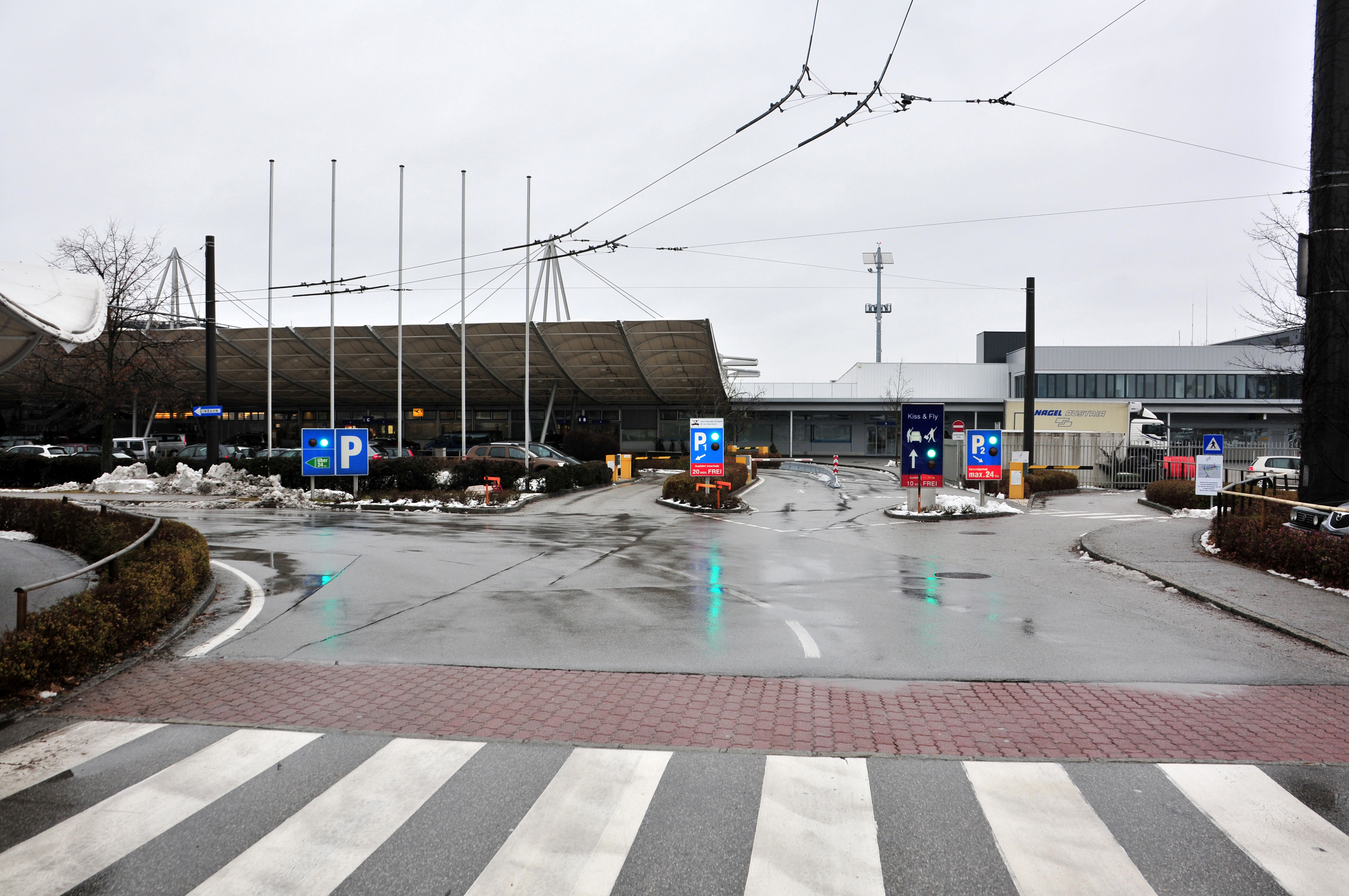
Buszmegállók a repülőtér előtt
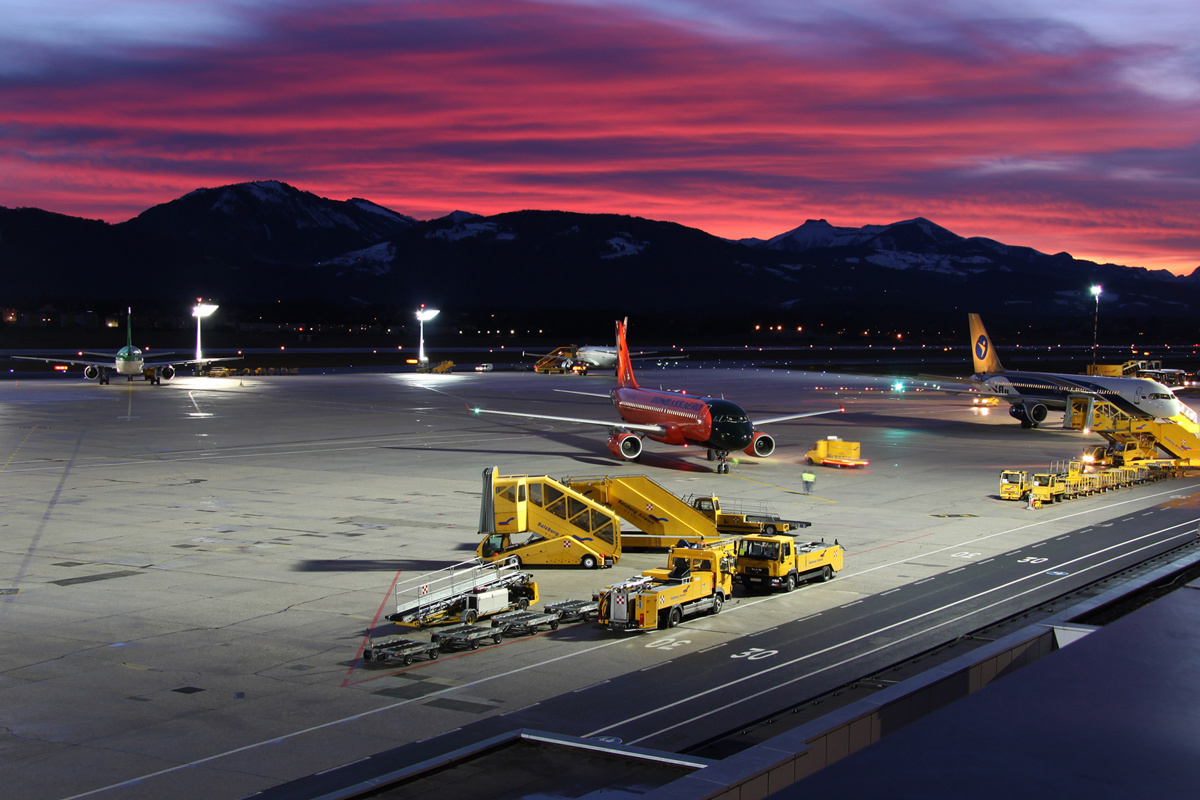
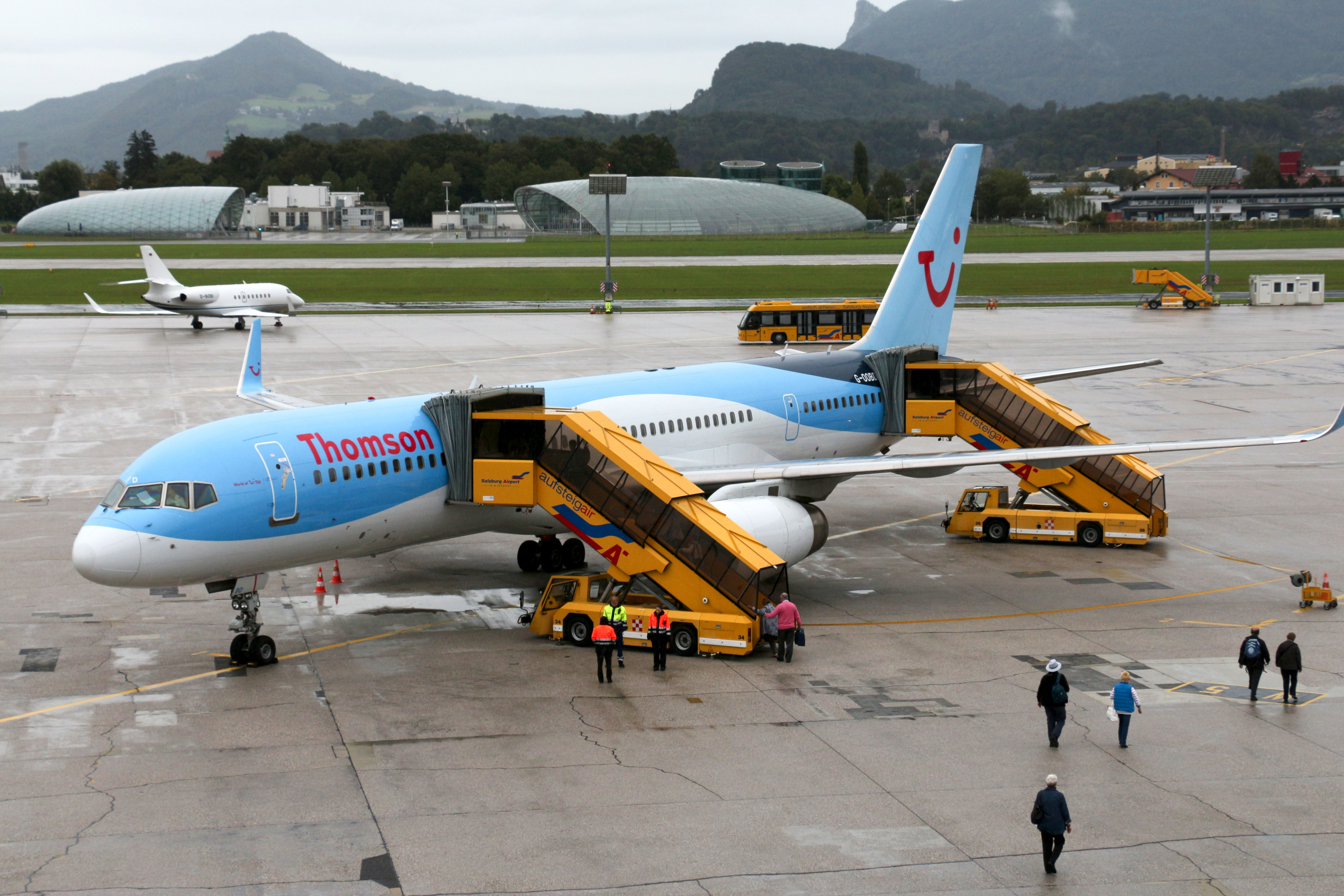
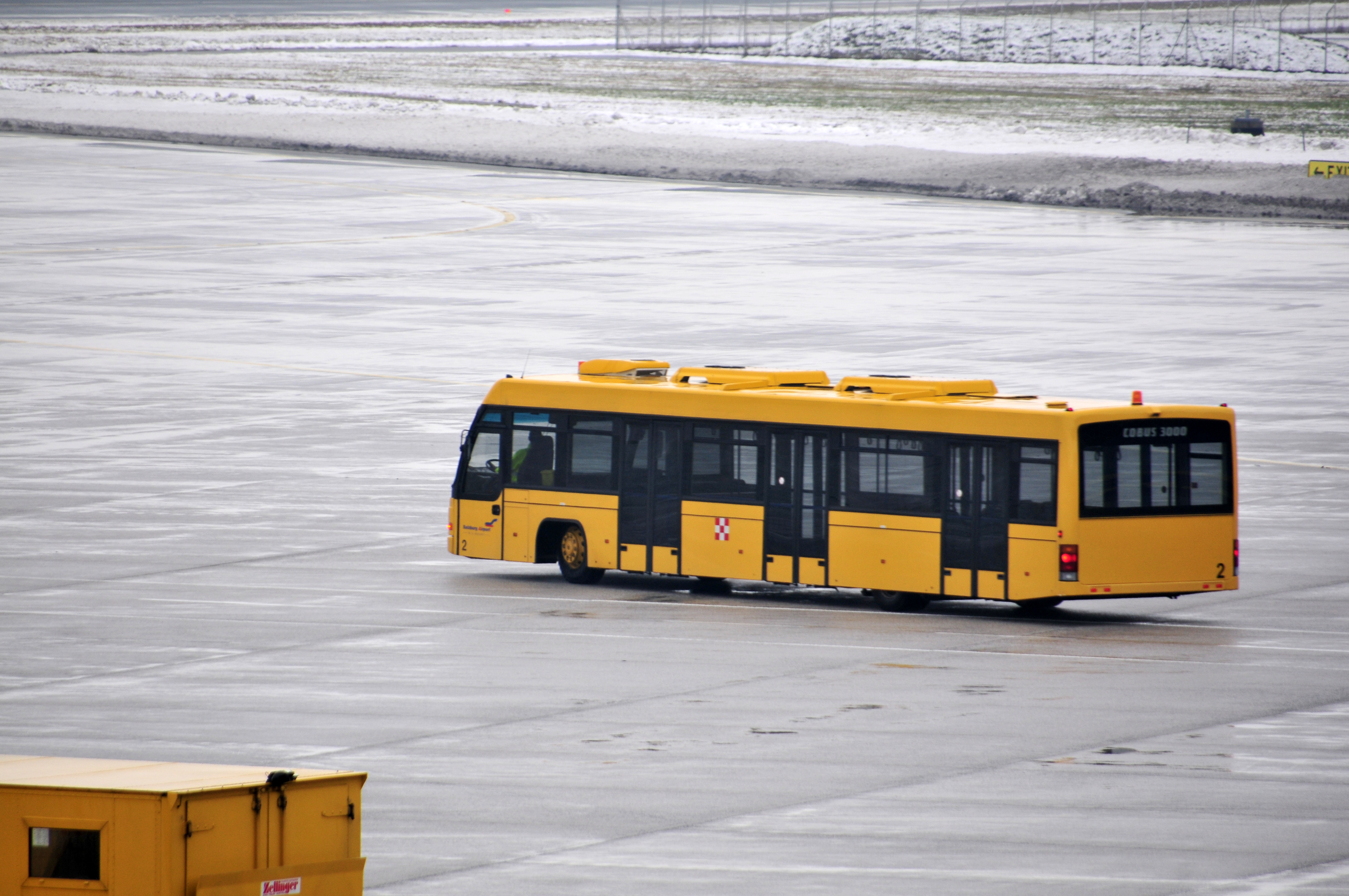
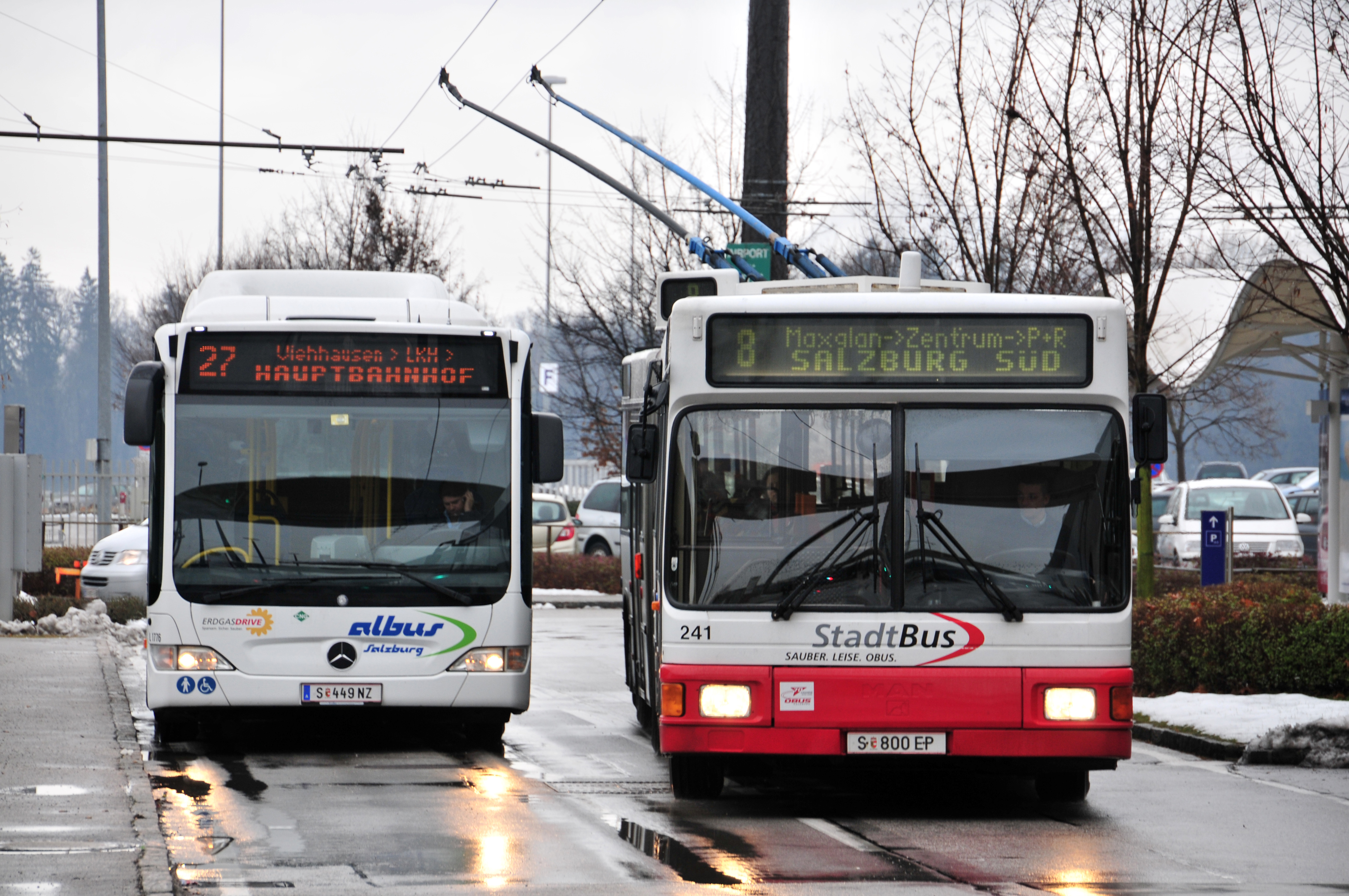
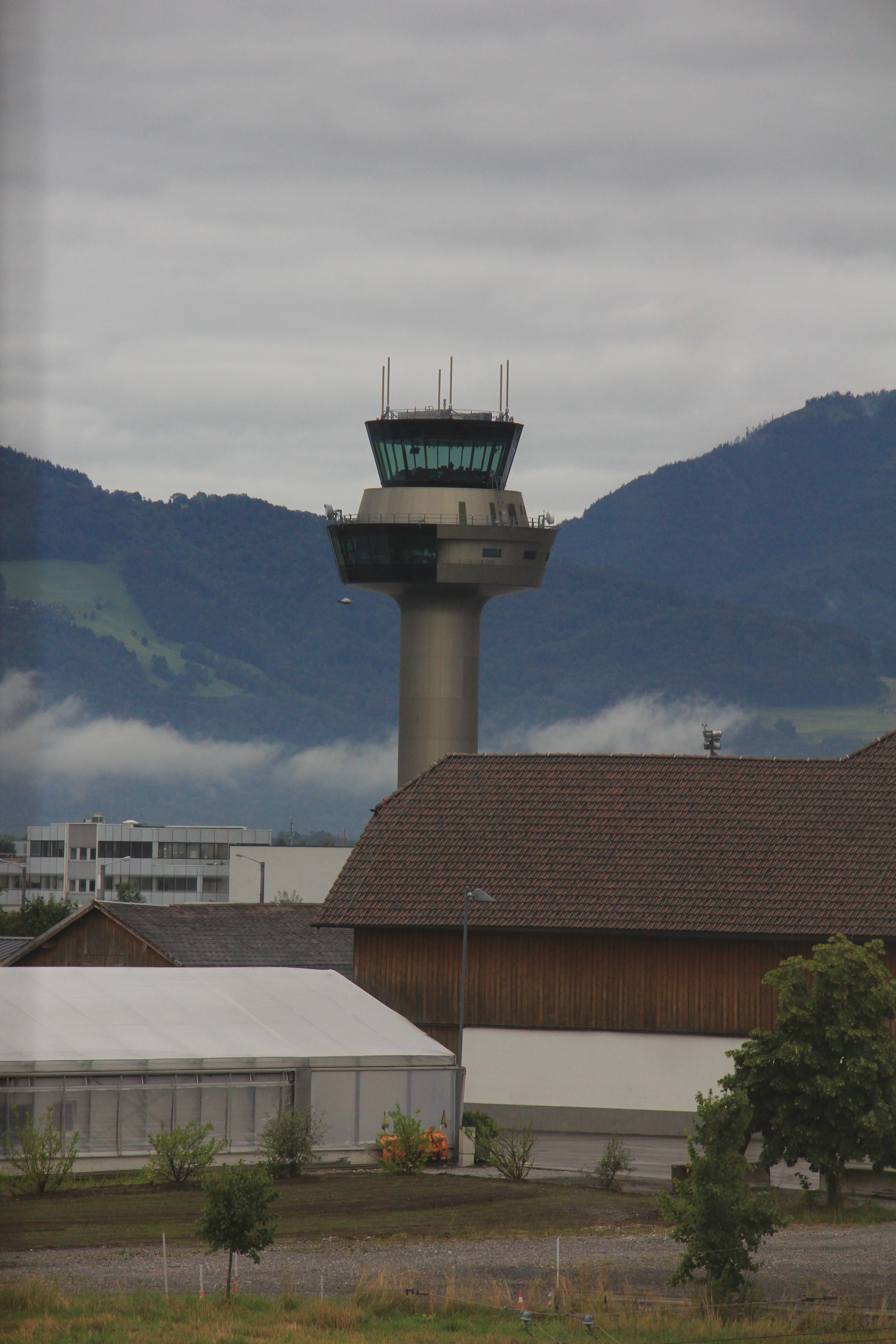
A repülőtér irányítótornya